# The Lure of the Mask
The Lure of the Mask è un film muto del 1915 diretto da Thomas Ricketts. La sceneggiatura di Mary H. O'Connor si basa sull'omonimo romanzo di Harold MacGrath pubblicato a Indianapolis nel 1908. Prodotto dall'American Film Manufacturing Company, il film aveva come interpreti Harold Lockwood, Elsie Jane Wilson, Irving Cummings, Hal Clements, Lucy Payton.

## Trama
A New York, un giorno il ricco ma annoiato Jack Hilliard sente una voce sorprendentemente bella che sale dalla strada, ma la fitta nebbia di New York gli impedisce di identificare la cantante. Incantato, inserisce un annuncio sul giornale e, in risposta, riceve un invito a cena. Dopo essere salito su un'auto che è venuto a prenderlo, viene portato a destinazione e lasciato cadere fuori dall'auto. Jack così incontra la sua cantante, una donna mascherata che si definisce la "signorina". Successivamente, apprende che la famosa cantante lirica è partita per l'Italia, e quando il suo servitore Giovanni annuncia che lei si trova lì decisa a vendicare il tradimento e la successiva morte di sua figlia Enrichetta, Jack decide di seguirla. Dopo esserle andato dietro da Venezia a Monte Carlo, Jack le fa visita nella sua villa, ma scopre che la donna è già sposata con il principe Monte Bionca, l'uomo colpevole di averle sedotto e rovinata la figlia Enrichetta. Giovanni, il domestico, ucciderà alla fine il principe, lasciando Sonia, la "signorina", libera di sposare Jack.

## Produzione
Il film fu prodotto dalla American Film Manufacturing Company.

## Distribuzione
Il copyright del film, richiesto dalla American Film Mfg., fu registrato il 28 maggio 1915 con il numero LU5412.
Distribuito dalla Mutual, il film uscì nelle sale cinematografiche statunitensi il 17 maggio 1915.
Non si conoscono copie ancora esistenti della pellicola che viene considerata presumibilmente perduta.